# McFarland, Kansas
McFarland là một thành phố thuộc quận Wabaunsee, tiểu bang Kansas, Hoa Kỳ. Năm 2010, dân số của xã này là 256 người.

## Dân số
Dân số các năm:
- Năm 2000: 271 người
- Năm 2010: 256 người